# كأس اليونان 2000–01
كأس اليونان 2000–01 (باليونانية: Κύπελλο Ελλάδος ποδοσφαίρου ανδρών 2000-01)‏ هو الموسم 59 من كأس اليونان. أشرف على تنظيمه الاتحاد الإغريقي لكرة القدم، وكان عدد الأندية المشاركة فيه 50، وفاز فيه نادي باوك.